# Meritan Shabani

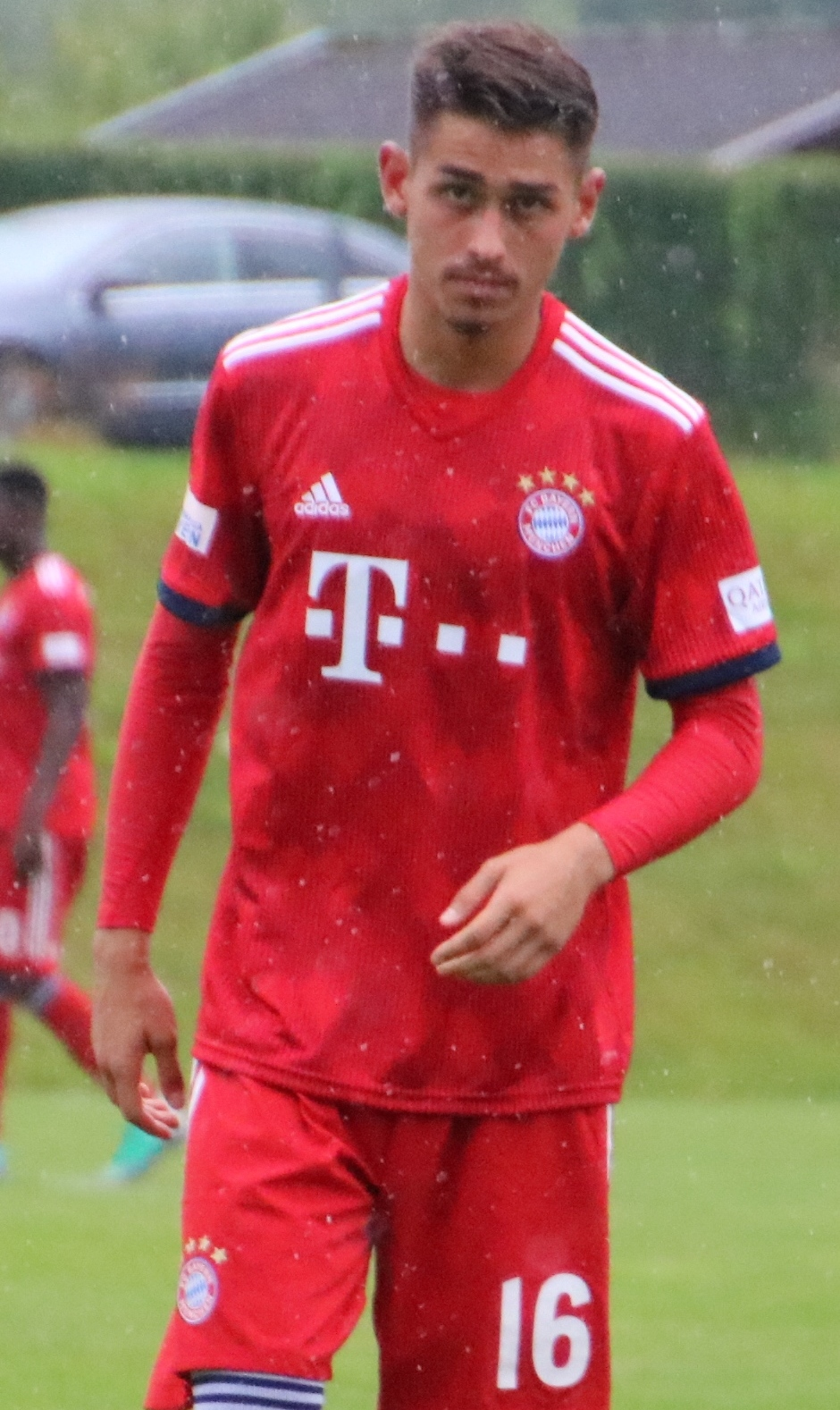
Meritan Shabani (2018)

Meritan Shabani (ur. 15 marca 1999 w Monachium) – niemiecki piłkarz pochodzenia kosowskiego, w 2018 roku należał do niemieckiej reprezentacji U-20.